# Miss Universo Pakistán
Miss Universo Pakistán es un concurso de belleza nacional de Pakistán con sede en Dubái para seleccionar un representante de Pakistán para el certamen anual Miss Universo. La actual Miss Universo Pakistán es Noor Xarmina de Islamabad.

## Ganadoras

### Miss Universo
: Declarada como ganadora
     : Terminó como finalista
     : Terminó como una de las semifinalistas o cuartofinalistas
     : Terminó como ganadora de premios especiales
| Año  | Ciudad    | Miss Universo Pakistán | Posición en Miss Universo | Premios especiales |
| ---- | --------- | ---------------------- | ------------------------- | ------------------ |
| 2024 | Islamabad | Noor Xarmina           | Por competir              | Por competir       |
| 2023 | Karachi   | Erica Robin            | Top 20                    |                    |